# Luise Rainer
Luise Rainer (født 12. januar 1910 i Düsseldorf, død 30. december 2014 i London) var en oscar-belønnet tysk skuespillerinde.